# Sueurs froides (série télévisée)
Pour les articles homonymes, voir Sueurs froides (homonymie).
Sueurs froides est une série télévisée française en 18 épisodes de 26 minutes, créée principalement d'après le recueil de nouvelles Crimes parfaits et imparfaits de Louis C. Thomas (épisodes 1 à 7, 9 à 11, 14, 16 à 18), présentée par Claude Chabrol et diffusée du 6 février au 25 juin 1988 sur Canal+. Rediffusion tout l'été 1991 sur Antenne 2.

## Synopsis
Cette série est une anthologie d'histoires policières où se mêlent suspense et humour noir.
Chaque épisode est présenté et conclu par Claude Chabrol, un clin d'œil à la série Alfred Hitchcock présente.

## Fiche technique
- Producteur : Christian Fechner
- Compositeur : Germinal Tenas

## Distribution
- Claude Chabrol : le présentateur des épisodes (votre hôte)
- Alain Dorval : le narrateur

## Épisodes
1. Le Chat et la Souris
  - Réalisation : Hervé Palud
  - Distribution :
    - Thierry Lhermitte : Charles Vétheuil
    - Véronique Genest : Valérie Vétheuil
    - Michel Berto : l'inspecteur Constant
    - Jean-Guy Fechner : un policier
2. La Sublime Aventure
  - Réalisation : René Manzor
  - Distribution :
    - Guy Marchand : Fernand
    - Frédéric Mitterrand : l'inspecteur
    - Anne Zamberlan : Armande
3. La Chute
  - Réalisation : Pierre Jolivet
  - Distribution :
    - Michel Galabru : Jacques Chalmont
    - Zabou Breitman : Fanny (sous le prénom de "Zabou")
4. Toi, si je voulais
  - Réalisation : Patrice Leconte
  - Distribution : 
    - Gérard Jugnot : Philippe Breugnot
    - Julie Jézéquel : Thérèse
    - Wladimir Yordanoff : le patron de Philippe
    - Patrick Braoudé
5. Dernier week-end
  - Réalisation : Hervé Palud
  - Distribution :
    - Arielle Dombasle : Julie Bolbec
    - Philippe Khorsand : Maurice
    - Monique Tarbès : Mme Verdier
    - Philippe Brizard : Étienne Bolbec
6. La Belle Ouvrage
  - Réalisation : Josée Dayan
  - Distribution :
    - Jean-Pierre Bisson : Étienne Varlon
    - Christian Clavier : Henri Descouet
    - Roger Dumas : Jacques
    - Hélène Vincent : la femme de Jacques
    - Caroline Sihol : Jacqueline Varlon
    - Richard Fontana : l'inspecteur
7. À farceur, farceur et demi
  - Réalisation : Arnaud Sélignac
  - Distribution :
    - Rufus : Jacques
    - Fabienne Babe : Cécile
    - Marc Citti : Philippe
    - Jean-Claude Bouillon : Maxime
8. Mise à l'index (d'après une nouvelle de Bruno Léandri : "La boîte")
  - Réalisation : Bernard Nauer
  - Distribution :
    - Jean Carmet : le journaliste
    - Eva Darlan : la femme du journaliste
    - Jean Rougerie : l'épicier
    - Marc Berman : le directeur du service consommateurs de l'usine
    - Ticky Holgado : le vigile
9. Donnant donnant
  - Réalisateur : José Pinheiro
  - Distribution :
    - Jacques Perrin : Étienne Ruffec
    - Pierre Malet : l'assassin
    - Anaïs Jeanneret : Martine
    - Ambre : Hélène Broussard
    - Jean-Paul Muel : le commissaire
    - Antoine Duléry : l'inspecteur
10. Les Yeux de la nuit
  - Réalisation : Eric Brach
  - Distribution : 
    - Bruno Cremer : Charles, le mari
    - Clémentine Célarié : Anne
    - Jean-Christophe Lebert : le neveu de Charles
    - Pauline Macia : la bonne
11. À la mémoire d'un ange
  - Réalisation : Claire Devers
  - Distribution : 
    - Marie Trintignant : Laurence
    - François Cluzet : Alain
    - Jacques Bonnaffé : l'amant de Laurence
    - Jean-Claude Carrière : le commissaire de police
    - Francis Frappat : Morhange
12. Black Mélo
  - Réalisation et scénario original : Philippe Setbon
  - Distribution :
    - Roland Giraud : Parx
    - Candice Patou : Mélanie
    - Maxime Leroux : le neveu de Zuckman
    - Michel Peyrelon : Zuckman
13. Un cœur de pierre (nouvelle de Louis C. Thomas)
  - Réalisation : Alain Bonnot
  - Distribution : 
    - Jean Rochefort : M. Delabarre
    - Nathalie Nell : Mme Delabarre
    - Gérard Sergue : Kaminer
14. La Panne
  - Réalisation : Michel Leroy
  - Distribution :
    - Jacques François : M. Roche
    - Charlotte Valandrey : Zoé
    - Simon de La Brosse : Mathieu
    - Claude Villers : le commissaire
15. Un jeune homme rangé (d'après la nouvelle "Un garçon rangé" de Louis C. Thomas)
  - Réalisation : Romain Goupil
  - Distribution : 
    - Julien Guiomar : M. Jean
    - Hippolyte Girardot : François
    - Valérie Kling : Joséphine
16. Mort en copropriété
  - Réalisation : Arnaud Sélignac
  - Distribution :
    - Paul Préboist : Plomion
    - Daniel Emilfork : Alexis Monthurel
    - Bernard Bloch : M. Casseigne
    - Eva Ionesco : une copropriétaire
    - Dany Kogan : une copropriétaire
    - Jean-Jacques Moreau : un copropriétaire
    - Brigitte Roüan : une copropriétaire
    - Jacques Rousselot : un copropriétaire
17. Louis Charles mon amour (d'après la nouvelle "La résurrection de l'honorable M. Villerot")
  - Réalisation : Régis Wargnier
  - Distribution :
    - Marthe Keller : Diane
    - Michel Piccoli : Mercier-Picard
    - Wojciech Pszoniak :  Pr. Zimmersheim
    - Yves Lambrecht : Oscar
    - Dominique Blanc : l'infirmière
    - Claude Sérillon : en personne
    - Francis Girod
18. Le Coup de pouce
  - Réalisation : Josée Dayan
  - Distribution :
    - Pauline Lafont: Caroline
    - Stéphane Ferrara : Laurent
    - Jean-Louis Richard : Édouard
    - Philippe Caroit : le docteur